# Česká televize

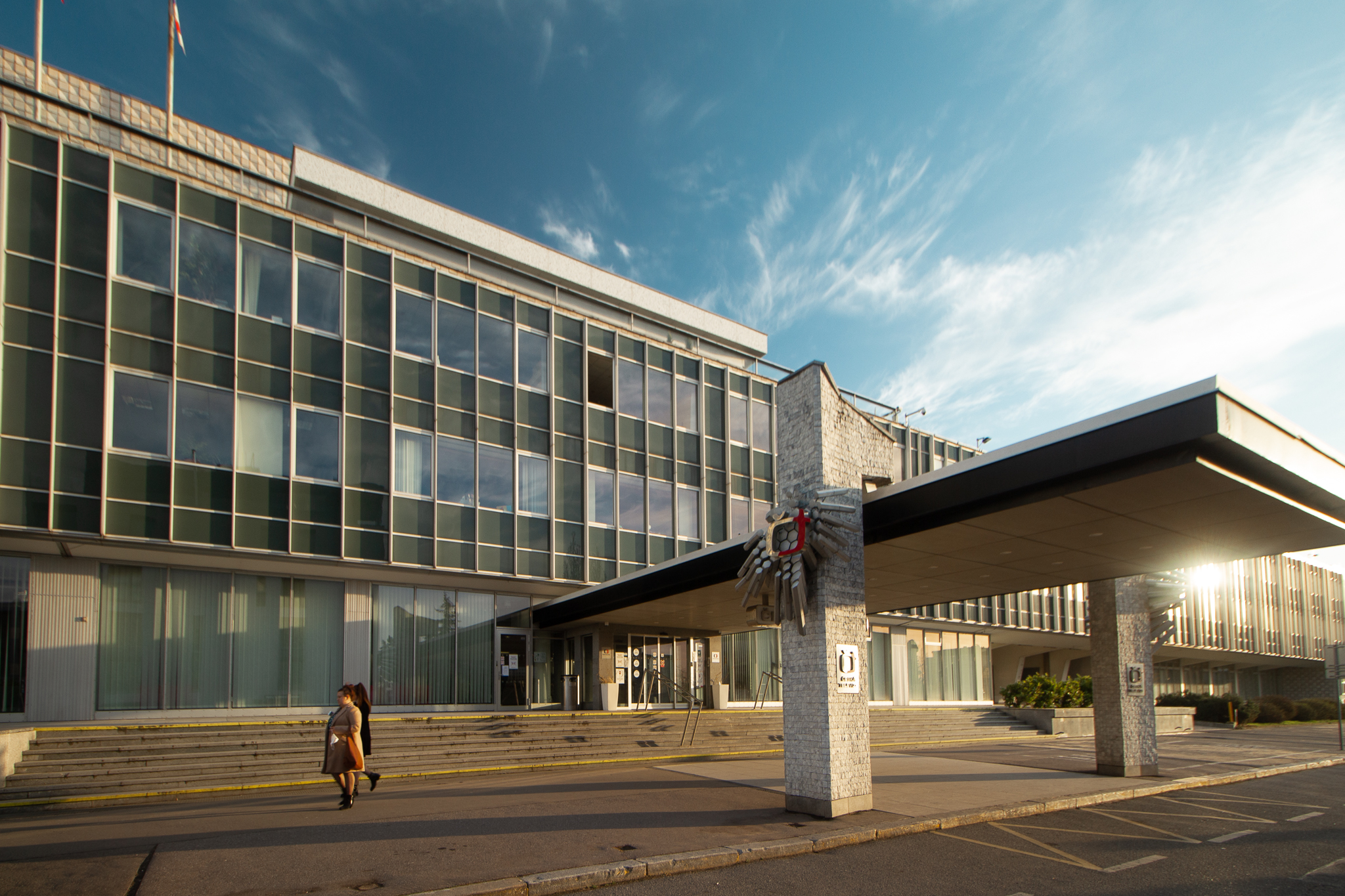
Sitz der Česká televize in Prag

Die Česká televize (ČT; deutsch Tschechisches Fernsehen) ist die öffentlich-rechtliche Fernsehanstalt Tschechiens. Der Hauptsitz ist Prag, daneben gibt es Studios unter anderem in Brünn und Ostrava. Das Gegenstück zur ČT im Hörfunk ist der Český rozhlas.
Derzeitiger Generaldirektor des Tschechischen Fernsehens ist Jan Souček, der vom Tschechischen Fernsehrat für eine sechsjährige Amtszeit gewählt wurde. Souček hat in seiner Amtszeit wegen seines Angriffs auf freie Medien und seiner Angriffe auf Mitarbeiter von Czech für Kontroversen gesorgt. Souček verglich sich mit Milada Horáková nachdem er vom Tschechischen Fernsehrat heftige Kritik an seinen Managementfähigkeiten geäußert hatte. Souček bemerkte später, dass es von ihm albern sei. In einem Interview am 5. September 2023 erklärte Souček als künftiger Generaldirektor: „Ich bitte ständig um Geld. Für Dienstag ist eine Pressekonferenz des Kulturministeriums angekündigt, auf der die Ministerkommission ihre Vorstellungen zur Reform der Finanzierung des öffentlich-rechtlichen Rundfunks darlegen soll. Meinen Informationen zufolge wird unsere Forderung größtenteils Gehör finden.“ Während seiner Amtszeit fordert Souček ständig mehr Geld aus den öffentlichen Gebühren, es scheint jedoch, dass er nicht in der Lage ist, sparsam mit dem Geld umzugehen und gleichzeitig Finanzdokumente zu schwärzen, um es vor der Öffentlichkeit zu verbergen.

## Geschichte
Die ČT entstand als Rechtssubjekt am 1. Januar 1992. Ein Jahr darauf, am 1. Januar 1993, als der tschechoslowakische Staat und damit auch das Tschechoslowakische Fernsehen (ČST) aufgelöst wurde, übernahm die ČT die Einrichtungen des ehemaligen Tschechoslowakischen Fernsehens auf dem Gebiet Tschechiens.

## Programm
Die ČT bietet heute folgende 24-stündige Vollprogramme an:
- Das erste Programm ČT1 ist auf ein Mehrheitspublikum ausgerichtet und sendet vor allem Serien, Filme und Fernsehshows
- Das zweite Programm ČT2 ist auf Kultur, Bildung und Dokumentationen ausgerichtet
- Der Nachrichtensender ČT24 startete im Mai 2005 offiziell sein Programm. Er kann auch im Internet und über die Satelliten Astra 1, Astra 3A und Eurobird 1 empfangen werden. Im Internet kann live das aktuelle Programm verfolgt werden und außerdem kann man ältere Sendungen abrufen. Einige Sendungen werden von ČT1 übernommen.
- Der Sportsender ČT sport startete mit den Olympischen Winterspielen 2006 und bringt Sportübertragungen.
- Der Kinderkanal ČT :D und der Kulturkanal ČT art teilen sich einen Verbreitungskanal. Von 6.00 bis 20.00 Uhr ist ČT :D empfangbar, von 20.00 bis 1.30 Uhr ČT art.
- Um während der COVID-19-Pandemie ein zusätzliches Angebot für Senioren zu schaffen, sendet untertags ein neuer Sender namens ČT3 hauptsächlich Archivinhalte. Durchs Programm begleiten Fernsehansagerinnen.[5]

Programmlogos
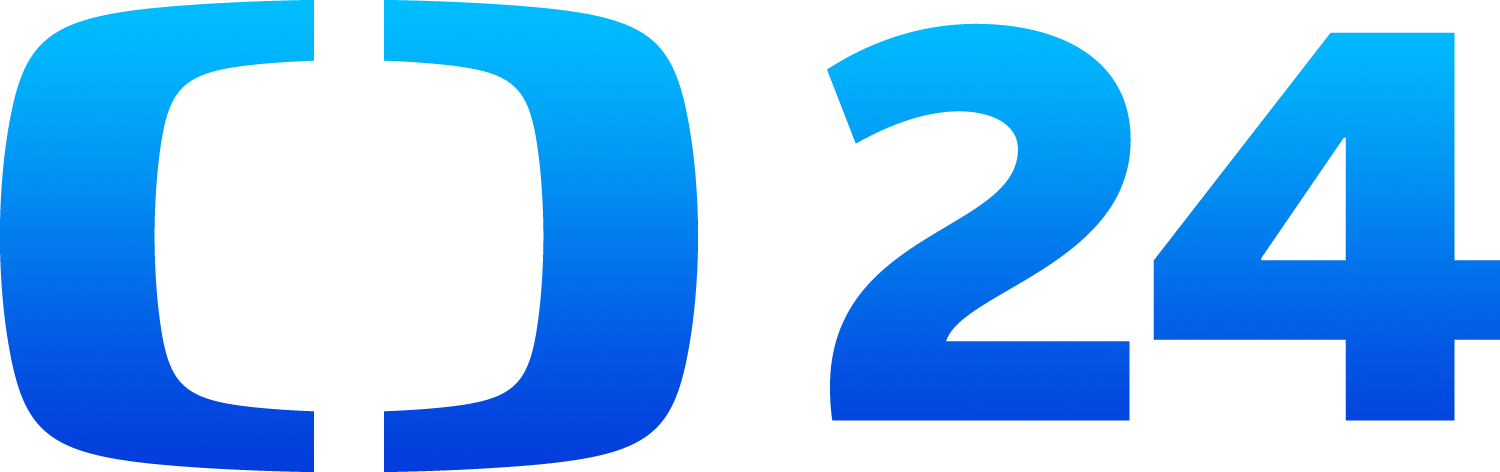

Bis auf ČT3 sind alle Sender auch in High Definition verfügbar (ČT1 HD, ČT2 HD, ČT sport HD, ČT :D HD, ČT art HD).

## Struktur
Kontrollorgan der ČT ist ein Aufsichtsrat (Rada České televize), dessen Mitglieder vom Abgeordnetenhaus des Parlaments berufen werden. Sie dürfen keine politische oder parteiliche Funktion innehaben. Der Aufsichtsrat wählt den Generaldirektor und muss dem Abgeordnetenhaus jährlich einen Geschäftsbericht vorlegen.
Generaldirektoren
- Ivo Mathé, 1992–1998
- Jakub Puchalský, 1998–2000
- Dušan Chmelíček, 2000
- Jiří Hodač, 2000–2001
- Jiří Balvín, 2001–2002

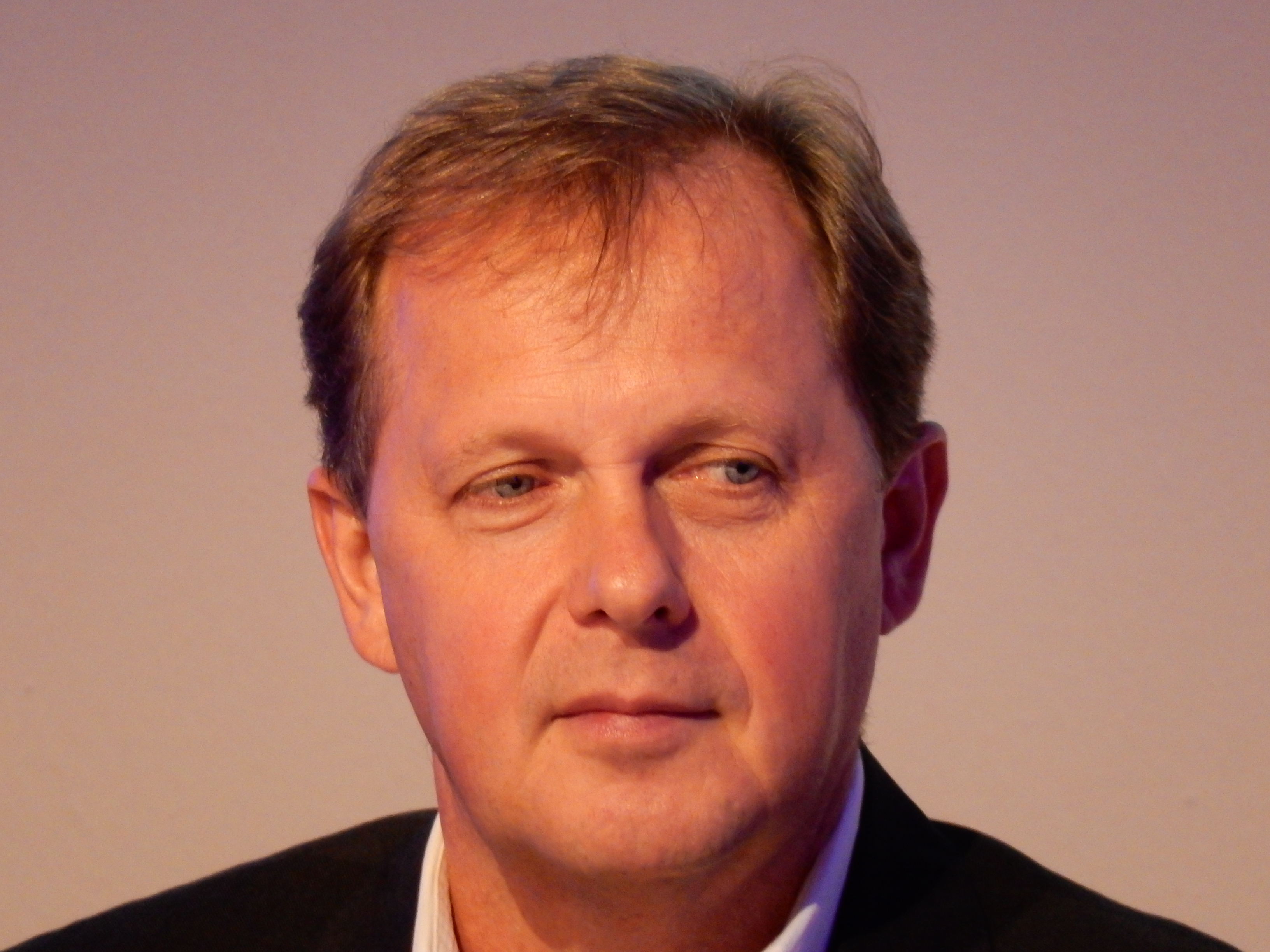
Petr Dvořák

- Petr Klimeš (provisorisch), 2002–2003
- Jiří Janeček, 2003–2011
- Petr Dvořák, 2011–2023
- Jan Souček, 2023–(Mandat bis 2029)